# SN 2009fi
SN 2009fi – supernowa typu IIb odkryta 30 maja 2009 roku w galaktyce PGC0050294. W momencie odkrycia miała maksymalną jasność 17,70m.